# Église Saint-Maurice d'Orelle
Pour les articles homonymes, voir Église Saint-Maurice.
L'église Saint-Maurice d'Orelle est une église catholique baroque située à Orelle, dans le département français de la Savoie.
Elle est l'église de l'ancienne paroisse catholique Saint-Maurice d'Orelle, relevant depuis à la paroisse Saint-Michel-en-Maurienne, au sein de l'Archidiocèse de Chambéry, Maurienne et Tarentaise.

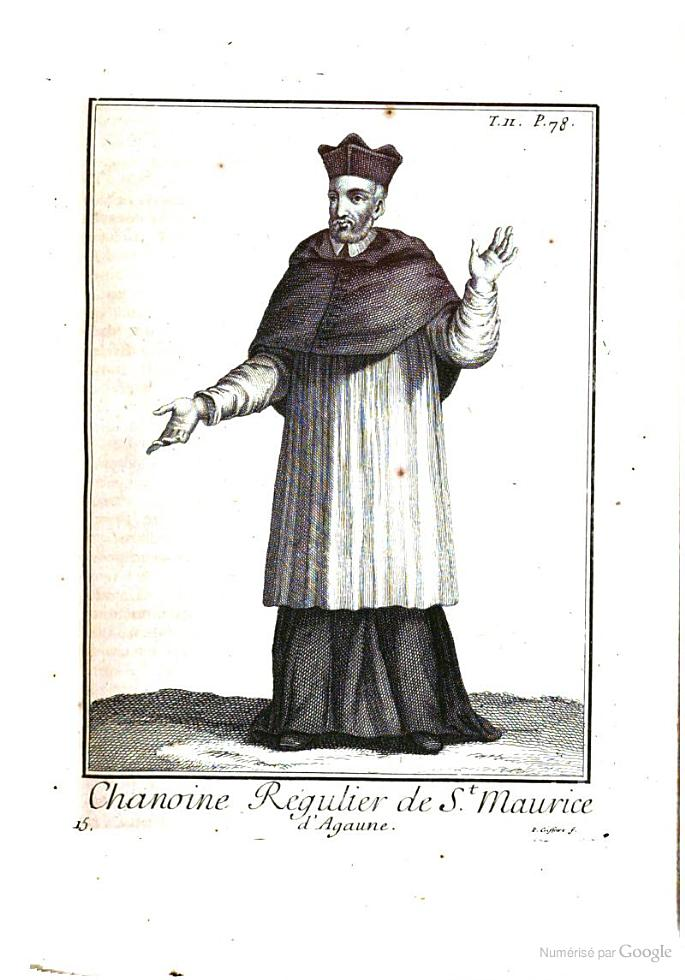
Maurice d'Agaune, le dédicataire de l'église.

## Situation
L'église Saint-Maurice d'Orelle est un des plus anciens monuments chrétiens de la commune d'Orelle encore visitable. Il est situé dans le hameau d'Orelle, sur l'adret de la partie nord de cette commune (45° 12′ 37″ N, 6° 32′ 01″ E), sur la place des nobles d'Albert d'Orelle,.

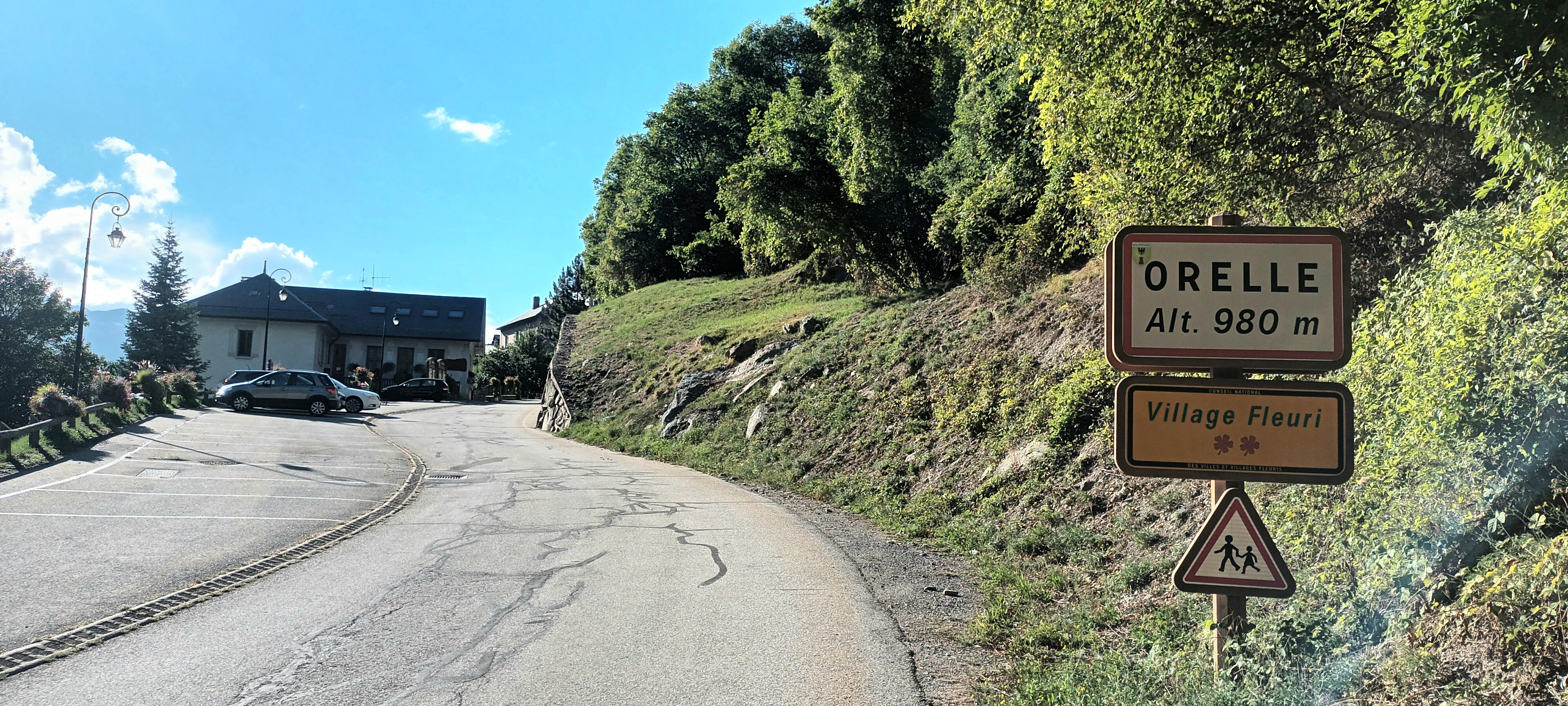
Hameau du chef-lieu.
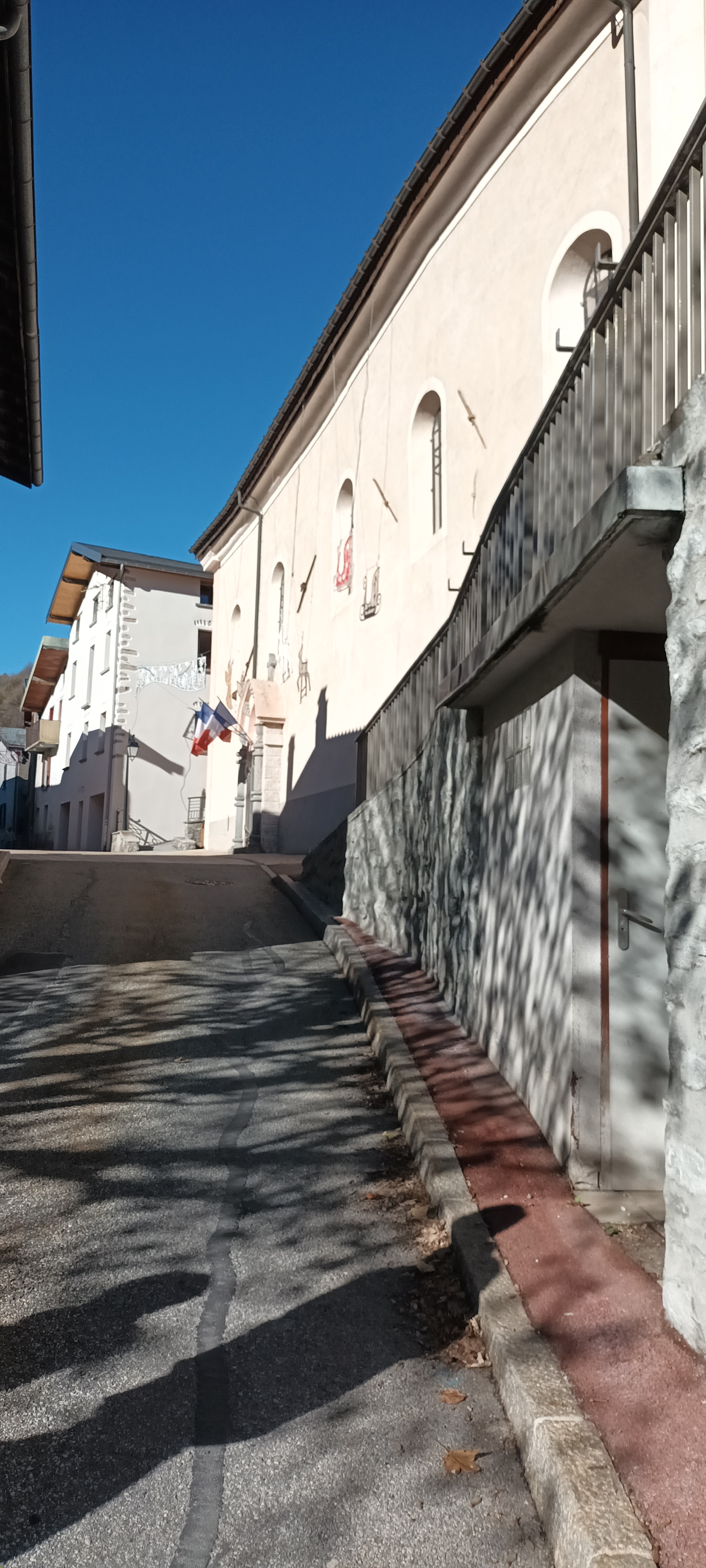
Vue de la face sud de l'édifice par la ruelle principale (route 215C).
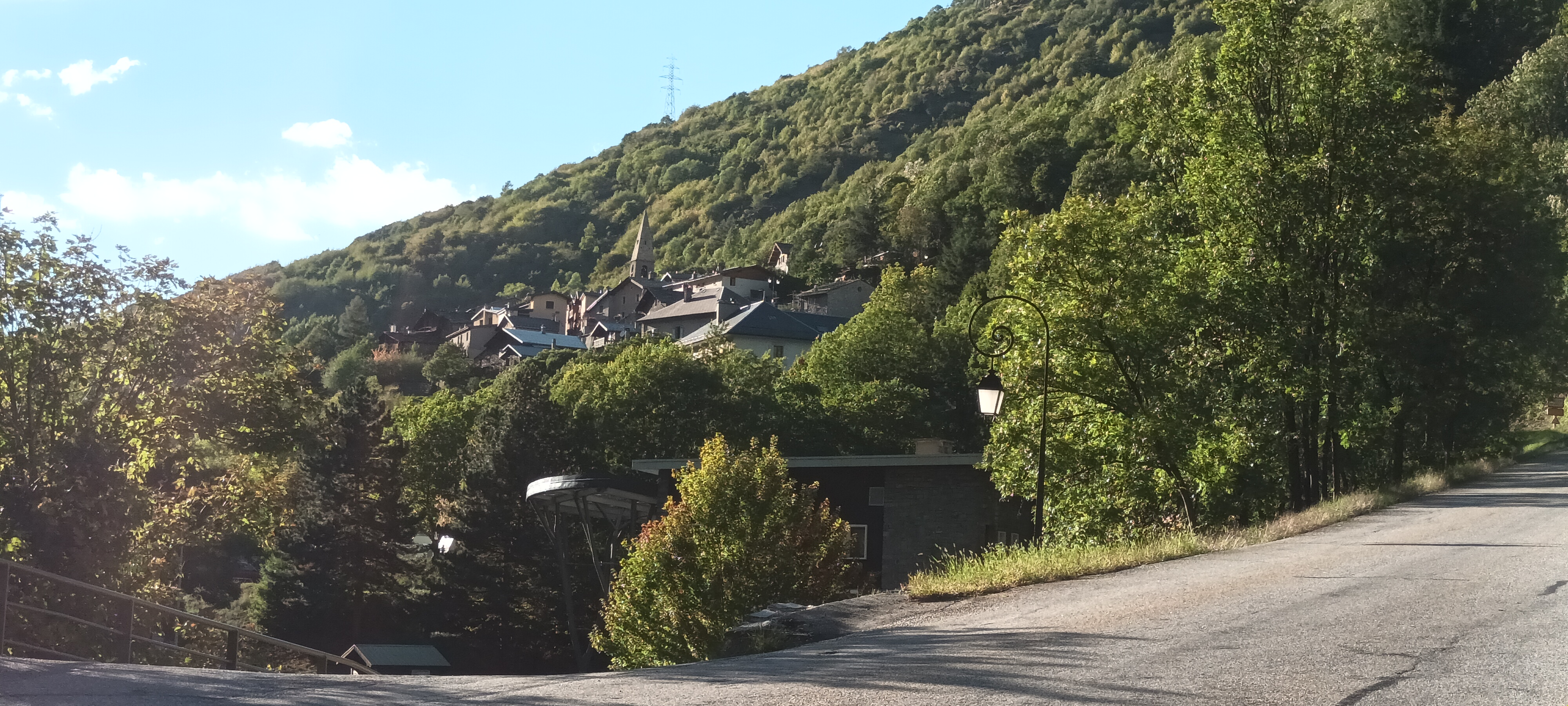
L'église Saint-Maurice d'Orelle au centre du lotissement du chef-lieu.

## Histoire

### La création de l'église et ses extensions bénignes
La première église de la commune d'Orelle, située à l'extérieur du village de son chef-lieu, à l'ouest du hameau de la Fusine, est détruite par une avalanche de rochers en l'an 1412.
Elle était l'unique église d'Orelle ; c'est pourquoi les paroissiens décident de la rebâtir au centre du hameau d'Orelle (actuel lotissement du chef-lieu), en l'an 1430. Le patronage est accordé au saint catholique Maurice d'Agaune. Celui-ci, sous forme de statue aux côtés de celle d’Aurélien de Lyon dans l'église, est le chef de la légendaire Légion thébéenne,,.
Durant la saison estivale de 1580, le clocher attenant est architecturalement affirmé par son édification[réf. nécessaire].

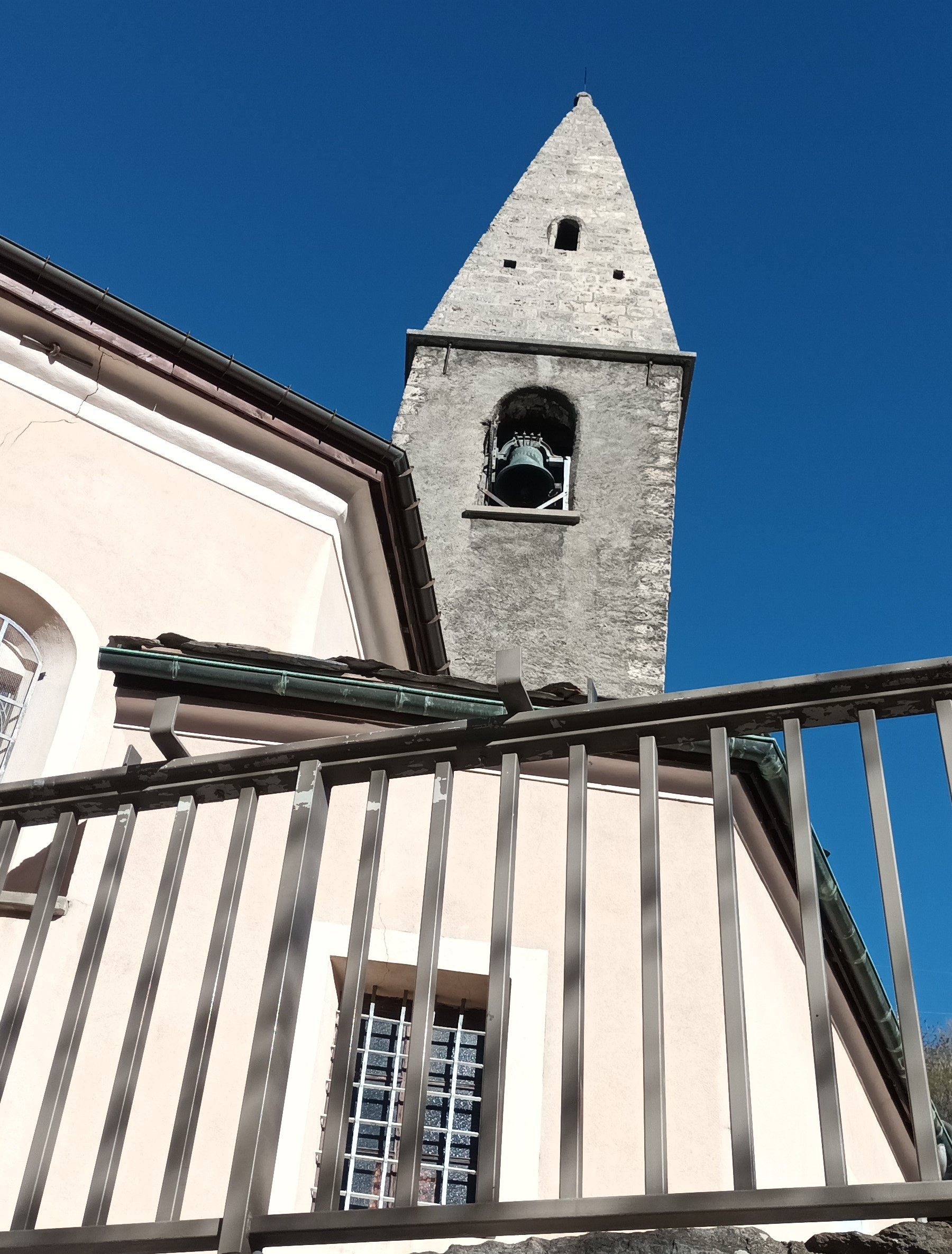
Le clocher de l'église dépassant du hameau d'Orelle depuis 1580.

Un incendie a lieu le 8 novembre 1643 dans le presbytère d’Orelle, à proximité de l’église. Il détruit complètement ce dernier et, malheureusement, fait périr le révérend Albrieux, alors curé de la paroisse. Les flammes ne se propagent heureusement pas jusqu’à l’église Saint-Maurice. Toutefois, tous les livres, titres et documents contenus dans le bâtiment réduit en cendres ont été détruits par le feu. Rebâti, le presbytère actuel date de l’an 1868. En 1656, l'église est agrandie pour accueillir plus de fidèles. Aussi, les retables Notre-Dame-de-la-Pitié et Saint-Antoine sont sculptés en 1662 par Jean d'Albert d'Orelle,,,.

### Le devenir des biens de la paroisse associés sous la Terreur
Durant la période révolutionnaire française, les biens de la cure sont presque tous vendus à cause des menaces de destruction patrimoniale de la Terreur. Ce sont surtout des particuliers de la paroisse Sainte-Marguerite de Bonvillard-sur-Orelle qui les acquièrent en 1790. Une fois la période funeste passée, lesdits biens sont restitués à la paroisse d’origine, sous forme de ventes allégées. En 1807, un notaire d'Orelle, Maître Francoz, signe un acte d'entraide selon lequel le curé de la paroisse Saint-Maurice s’engage à recevoir les fidèles de la paroisse Sainte-Marguerite de Bonvillard-sur-Orelle, en cas d’absence de prêtre à l’église Sainte-Marguerite d’Orelle,.

### Les rénovations depuis lesquelles«l’église mérite d’être classée au nombre des plus belles du diocèse»

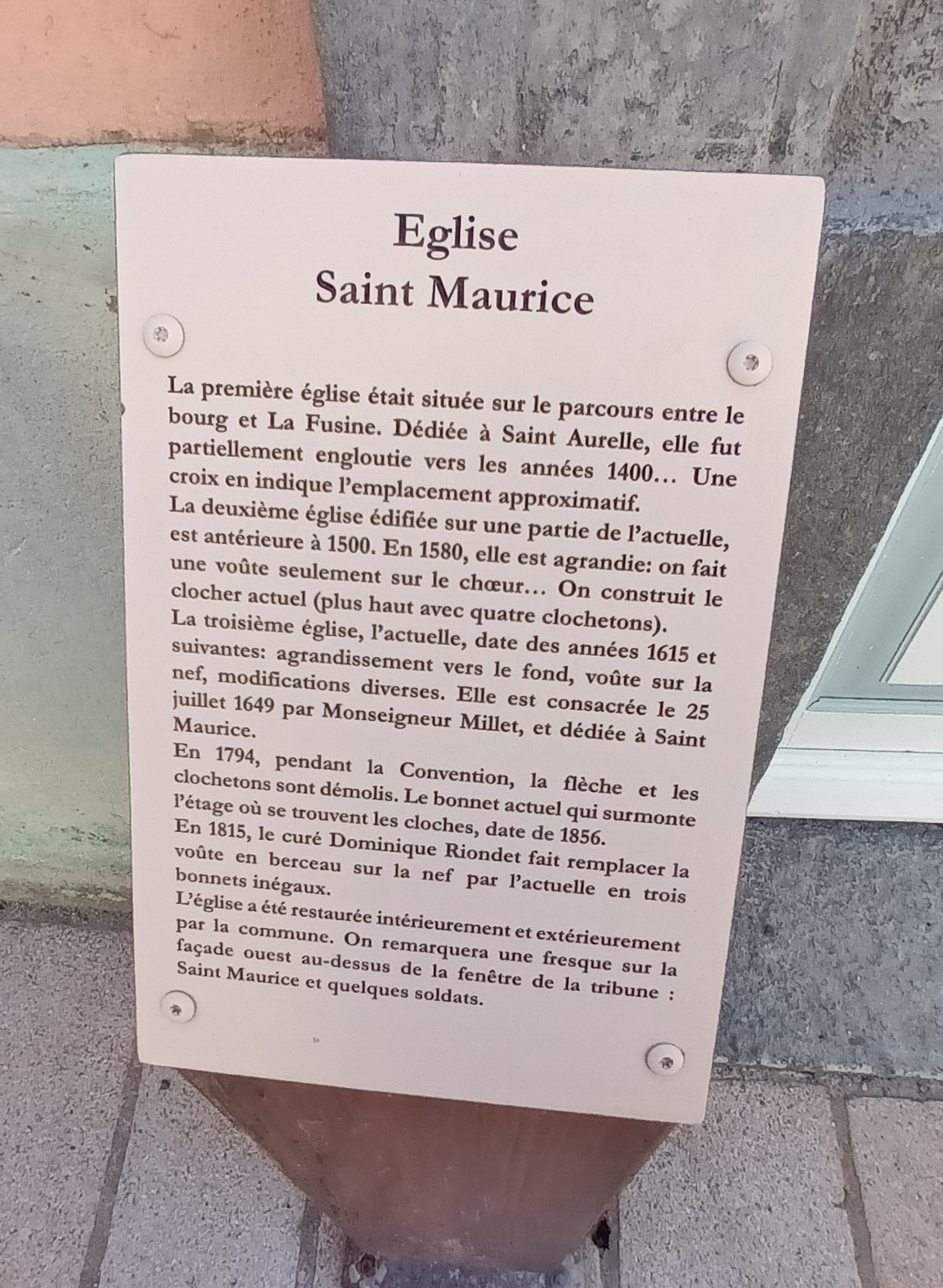
Plaque historique municipale de l'église.

Lors du compte-rendu d’une visite pastorale datant du 31 mai 1827, il est constaté que les peintures, couleurs et fresques de l'édifice chrétien commencent à se ternir et que « les dorures des colonnes du maître-autel et du tabernacle ont aussi perdu tout leur éclat ». De plus, la chaire de l’église devrait se trouver au centre de l’église et ses grilles ne sont pas jugées convenables. L’humidité affecterait ainsi la qualité des décorations, au long terme,,.
C'est la raison pour laquelle, en 1831, l'église est entièrement restaurée et remise à neuf. Le maître-retable, réalisé initialement par François Cuenot, est également redoré et repeint par le sculpteur (de Saint-Jean-de-Maurienne) Joseph Gilardi. Une année auparavant, l'autel Notre-Dame-de-la-Pitié est, de plus, déjà redoré,,.

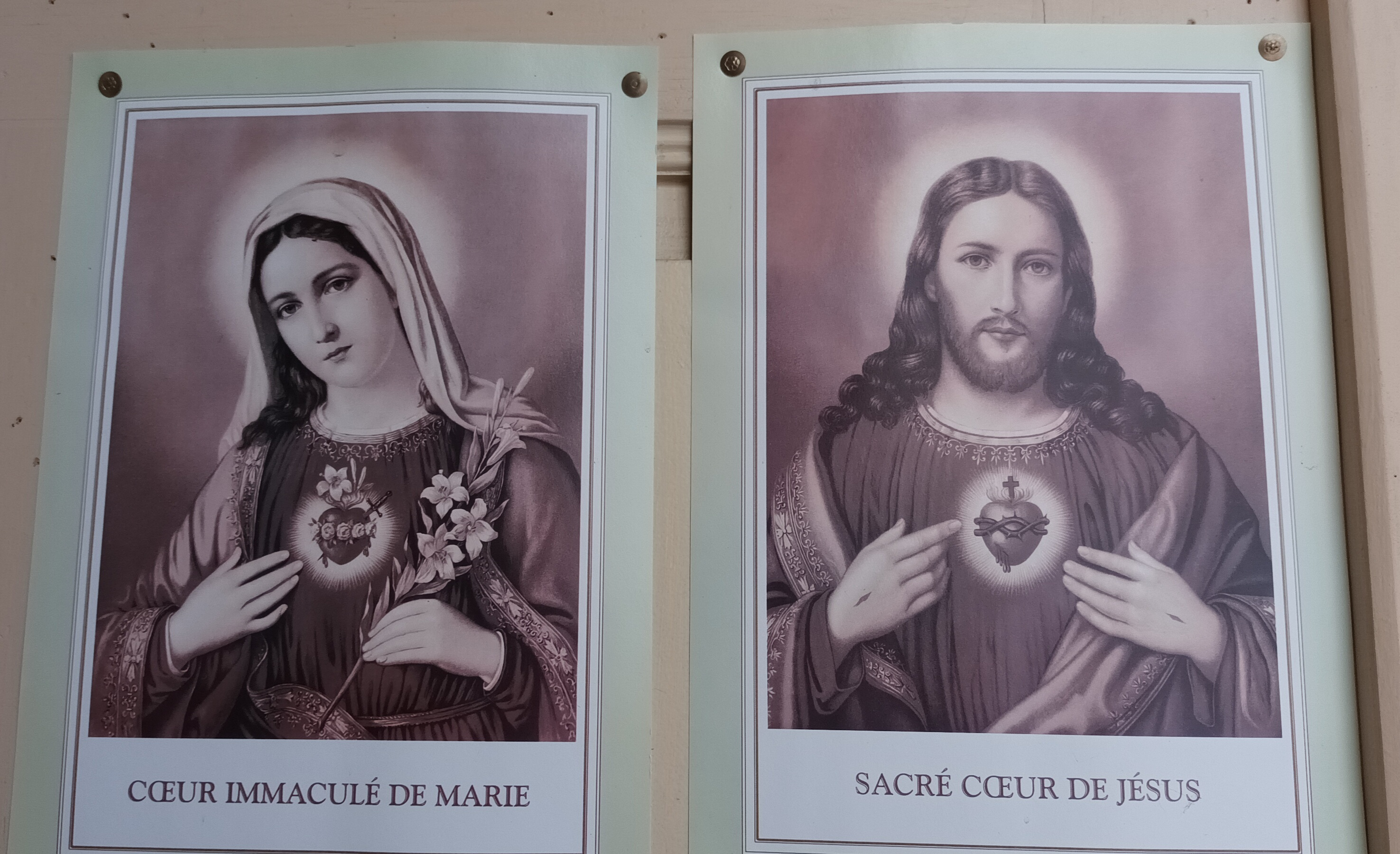
Exposition paroissiale du Cœur Immaculé de Marie et du Sacré-Cœur de Jésus dans l'édifice.

Le 15 mai 1832, l'évêque de Maurienne, Monseigneur Billiet, est satisfait de cette rénovation, comme l’appuie l’inscription sur la création retouchée : « Le rétable de cette église fait en 1656 pour 2000 florins a été réparé à neuf en 1831 par MM. Gilardi frères. » Ce même homme demande, par ailleurs, la restauration du tabernacle et la construction d’une table de communion, placée sur toute la largeur de la nef. Cet évêque constate, en l’an 1837, que les réparations demandées ont toutes été effectuées, à sa grande joie. Il indique que « l’église mérite d’être classée au nombre des plus belles du diocèse »,.
Des rénovations picturales ont lieu autour de 1895 : durant la Toussaint de cette année, le peintre Joachim Maggia termine le recoloriage de chacune des peintures de l’église d'Orelle. Ce peintre de Saint-Michel-de-Maurienne est assisté de M. Moretti, décorateur et sculpteur à Turin en Italie,.
L'an 1957 est le dernier tournant architectural de l’église antérieur au XXIe siècle, car la voûte de la nef est entièrement rénovée ; l'amélioration est terminée le Noël de cet an. Les peintures fraîches seront finalement illuminées correctement à partir du 20 novembre 1960, date à laquelle les paroissiens découvrent un nouvel éclairage, amélioré et accompagné par des chauffages radiants au propane tiédant bien l'atmosphère sereine de l’église Saint-Maurice d’Orelle.

### Les améliorations duXXIesiècle
Durant l'année 2005, les façades de l'église sont recrépies et un décor est réalisé sur la façade surplombant les portes d'entrée. Ce sont des peintures qui représentent la décapitation de Maurice d'Agaune par l'armée romaine aux alentours de l'an 287. Durant l'été de la même année, deux retables en bois sont restaurés par Marina Laurent, sculptrice de Beaune : l'autel Notre-Dame-de-la-Pitié (aux colonnes de raisins) et l'autel Saint-Antoine sont redorés et repolychromés. Le presbytère Saint-Maurice d'Orelle possède un porche surmontant les portes de son entrée : celui-ci a été rénové par la mairie d'Orelle en 2009. Aussi, en 2011, toutes les pièces du tabernacle (évoqué dans la section suivante) sont restaurées par la même artiste.

## Description

### L'aspect extérieur
L'aspect extérieur de l'église Saint-Maurice d'Orelle est massif et le clocher de 20 m de hauteur prête « une allure plus svelte à l'édifice ». Les façades sont claires, peintes en rose clair et en blanc. Dix fenêtres des côtés nord et sud éclairent l'intérieur.

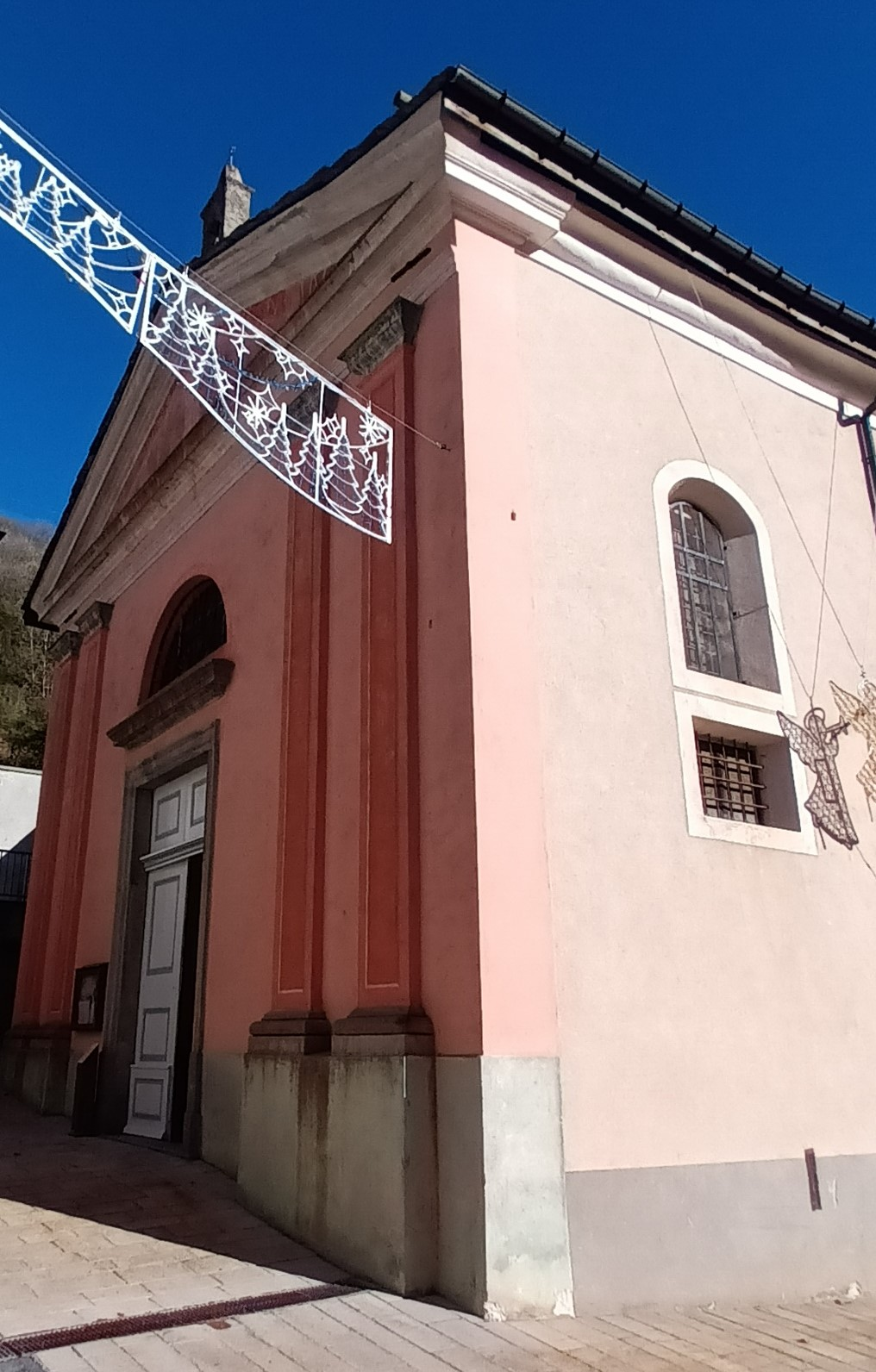
Face ouest de l'édifice (entrée).
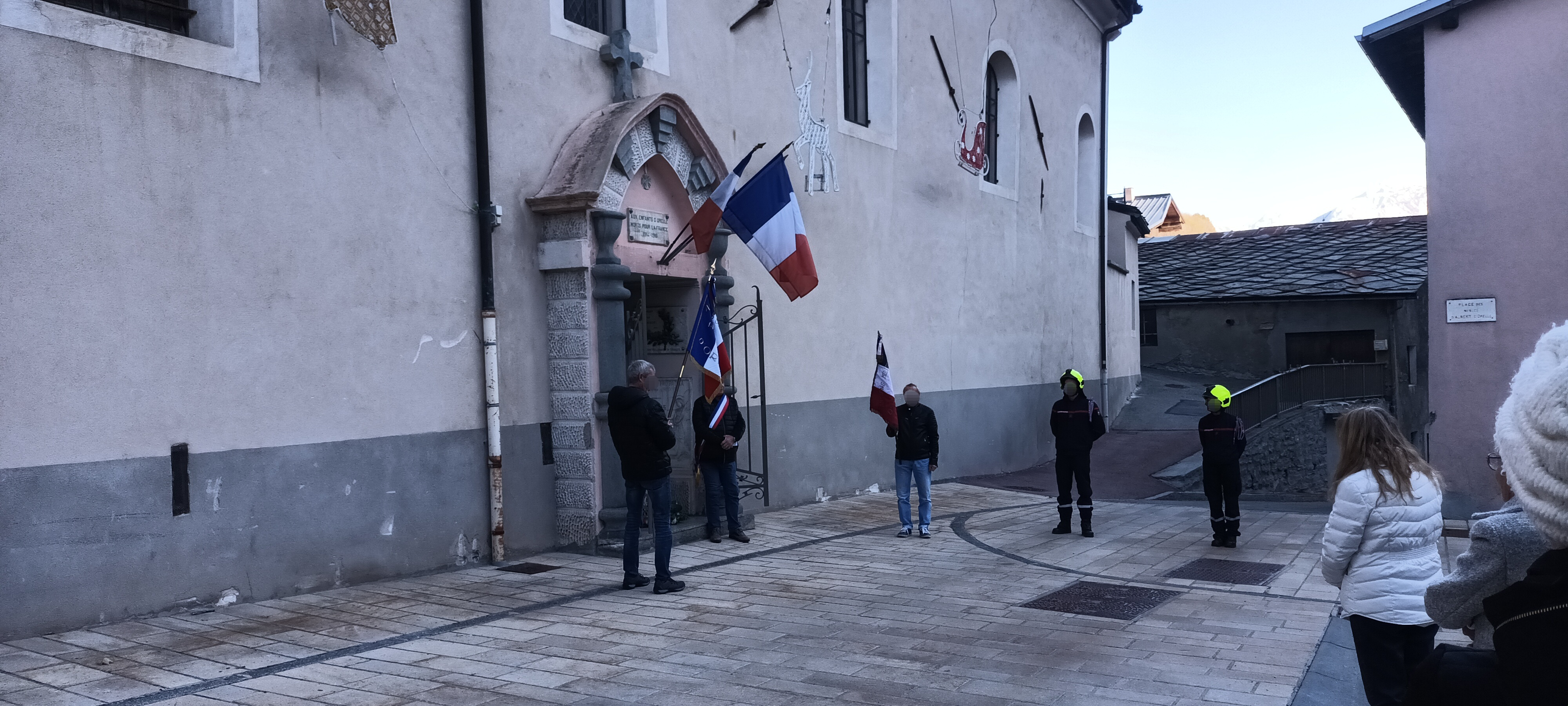
Commémoration du 11 novembre 2022 devant l'église Saint-Maurice d'Orelle.
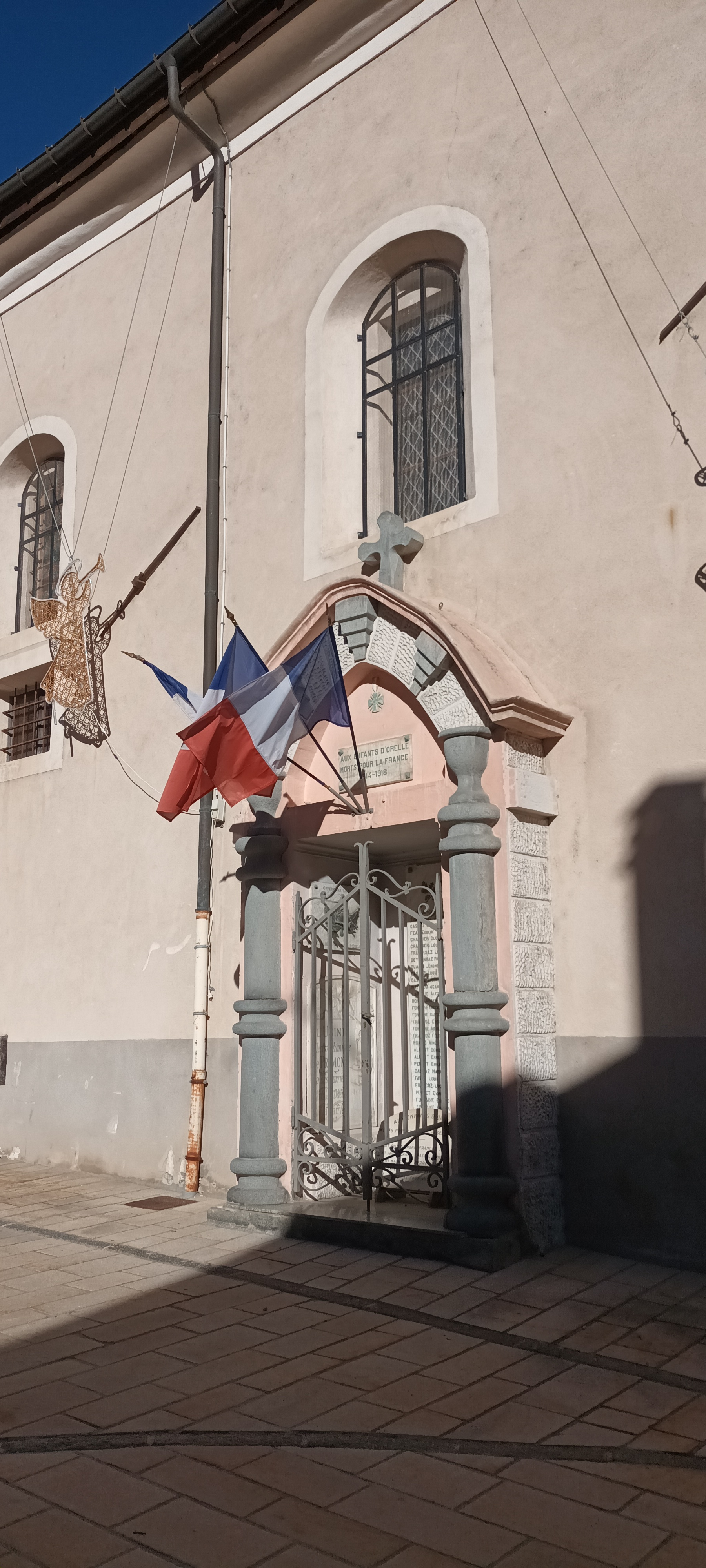
Stèles commémoratives de l'édifice.
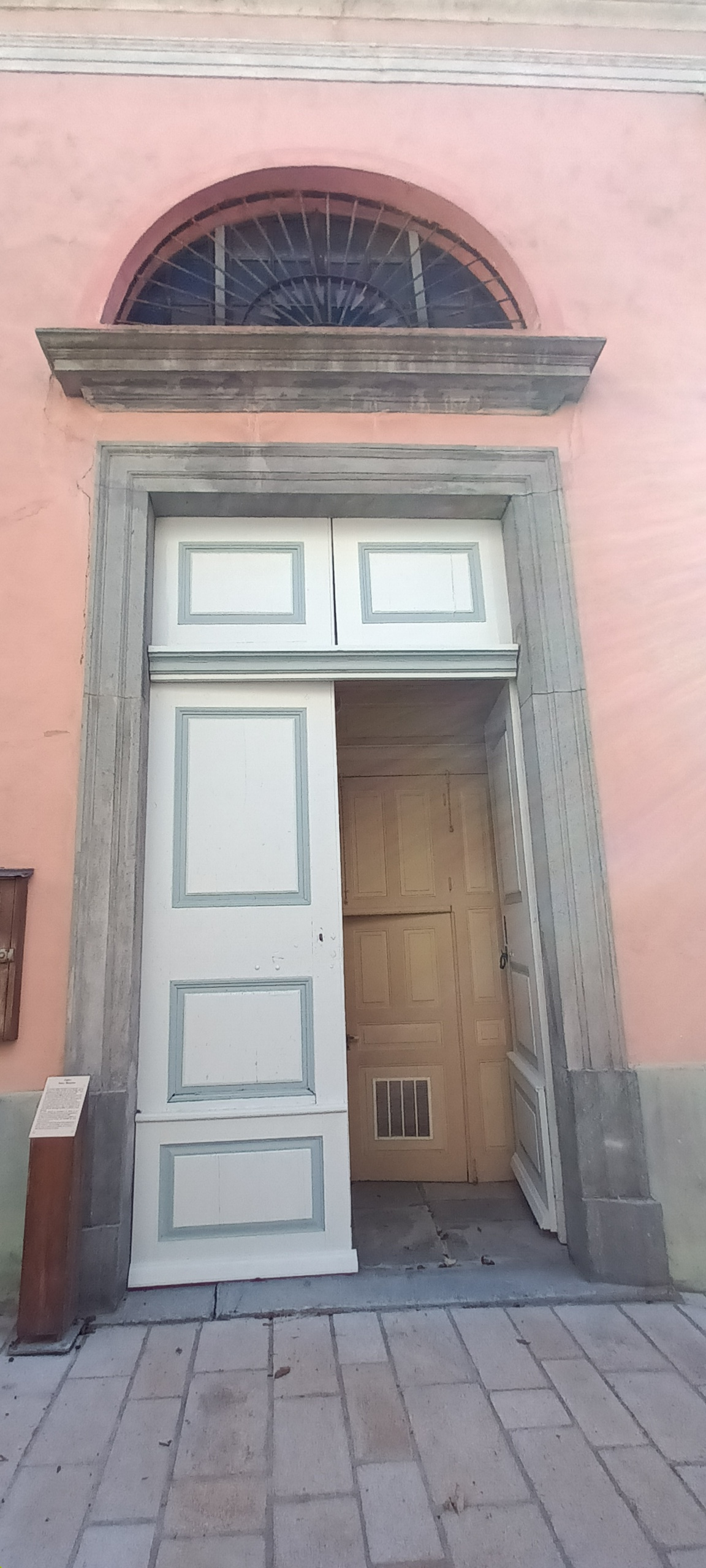
Portes de l'église.
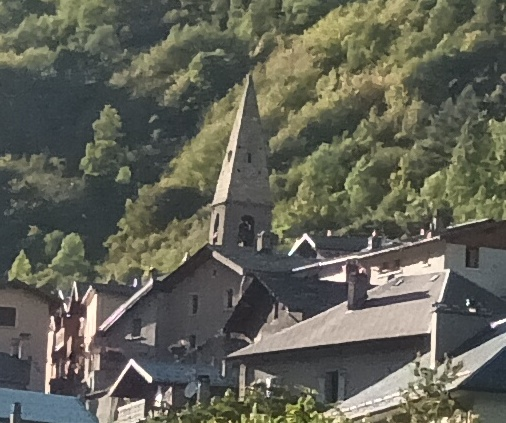
Vue du clocher attenant.

### Les architecture, peintures et décorations intérieures
Les lignes intérieures de l'église Saint-Maurice d'Orelle sont gracieuses et dévoilent un chœur d'architecture gothique ; toutefois, le reste du bâtiment est plus moderne, comme en témoignent les structures et décorations baroques qui s'y trouvent. D'abord, une grande nef unique de quatre travées est surmontée, dans toute sa longueur, d'une voûte maçonnée. Les voûtes secondaires sont, quant à elles, décorées de frises géométriques colorées. Des escaliers en bois donnent accès à des tribunes, au fond de l'église, qui permettent d'observer douze tableaux, peints par Jacques Guille en 1865, représentant onze apôtres et saint Paul. Ceux-ci sont suspendus à la balustrade de la tribune.

Lors des cérémonies chrétiennes, trois calices en argent sont exposés sur la sacristie et des chasubles décents sont remarquables par leur éclat, dû en particulier aux brodures d’or qui les embellissent. Parmi les chapes, six sont considérées comme en bon état tandis qu’une quinzaine d’aubes et une huitaine de surplis en toile commune sont précieux. Une croix de procession en argent, légué par l’ancien recteur (décédé en 1810) est dressée dans l’église, ayant desservi la paroisse Saint-Maurice d'Orelle pendant près d'un demi-siècle.

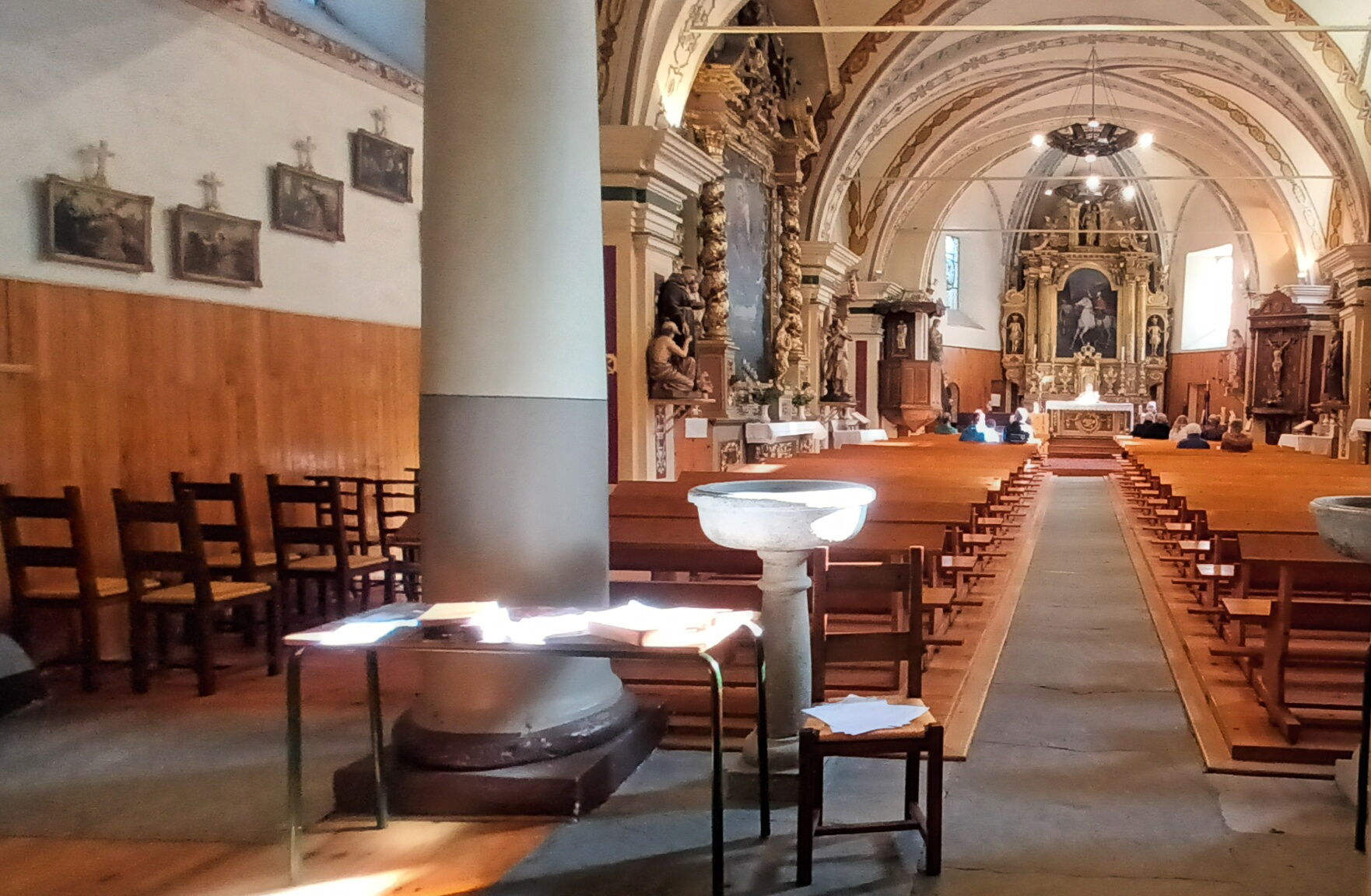
Aperçu de l'intérieur de l'église depuis l'entrée.

### Le maître-autel et les retables

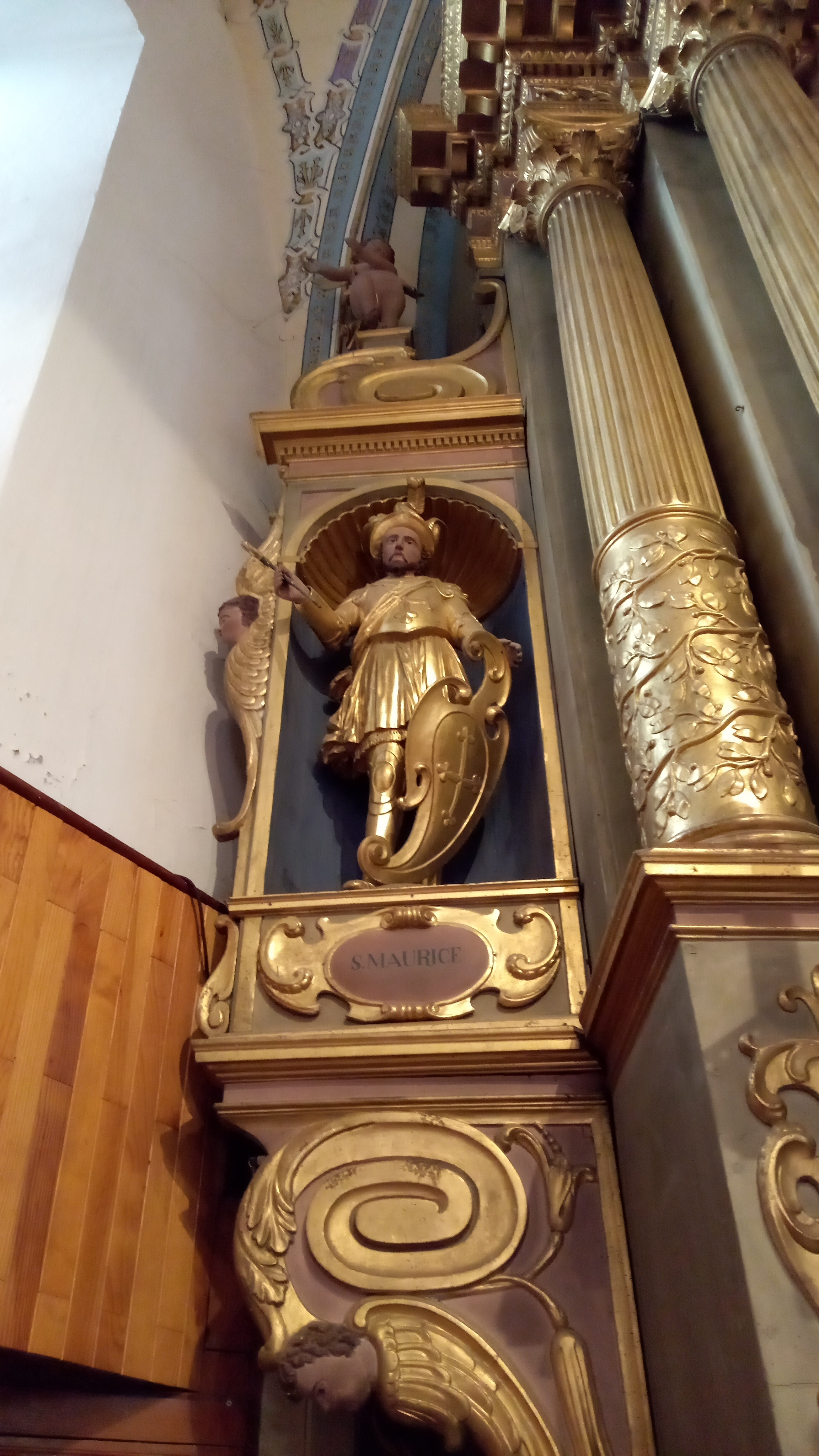
Saint Maurice d'Agaune sur le maître-autel.

Le maître-autel de l’église, de style baroque, date de 1656 et est constitué de bois lasuré et de pierres de taille, chaque élément étant doré. Aurélien de Limoges y est représenté sous forme de sculpture d’un côté du retable dudit maître-autel : c'est cet archevêque, qui possède ici une lance sculptée, qui est la référence toponymique de la commune d'Orelle. De l’autre côté se trouve saint Maurice, avec son écu. Chaque statue date du XVIIe siècle et un tableau de trois mètres de hauteur de saint Maurice à cheval est intégré audit retable. Au-dessus de cet entablement se cache une niche qui renferme une statue de la Vierge à l’enfant.
Quatre autels sont associés à ce maître-retable particulièrement opulent, dans le cadre de la décoration intérieure. Le premier autel, à droite en entrant dans l’église, est dédié à sainte Anne ; toutefois, la riche et sainte décoration a permis à l’autel d’emprunter les noms d’« autel de la sainte Famille » et d’« autel de saint Joseph », localement, à Orelle. Le second autel est celui des Carmes, qui a été offert par les habitants du village, en 1665. Ensuite, il y a, à proximité de la chaire, un troisième autel : celui-ci est une offrande de la famille noble d’Albert d'Orelle, plus précisément de la famille du compte Balthazar d’Albert. En effet, avec sa femme, Philiberte de Mareschal, ils eurent huit garçons, dont plusieurs devinrent religieux et participèrent à la vie ecclésiastique. Enfin, l’autel du Rosaire est le plus riche des quatre. C’est un autre grand retable de l’église Saint-Maurice, lequel est décoré d’un encadrement de quatre colonnes ainsi que d’un tableau qui représente aussi une Vierge à l’enfant, mais cette fois-ci donnant le rosaire à saint Dominique et à un franciscain,.

### Le tabernacle unique en Maurienne
L'église Saint-Maurice d'Orelle possède le seul tabernacle en Maurienne qui s'ouvre à l'aide d'une porte tournante. Il a longtemps fait la fierté du dernier curé des deux paroisses d'Orelle, le Père Étienne Albanel. Le tabernacle, de style baroque et datant du XVIIe siècle, est en bois doré et de forme arrondie. Deux colonnes encadrent Moïse, à droite, tenant les Tables de la Loi (représentant l'Ancienne Alliance), mais aussi une femme, à gauche, représentée en sainte et tenant l'Évangile dans une main (symbolisant la Nouvelle Alliance).

Le Bon Pasteur est représenté avec une couronne épineuse et porte une brebis sur ses épaules. Au-dessus de la porte, deux angelots de style séraphique dépassent d'un décor de raisins, de pièces florales et de feuilles végétales. Du même style baroque, une monstrance surmonte le tabernacle. Quatre anges et des rideaux drapés, décorés et pomponnés sont gravés sur celle-ci. En juillet 2011, la restauration de ce tabernacle et de cette monstrance a été envisagée par l'association Orelle Patrimoine et s'est effectuée par l'artiste Marina Laurent, laquelle a complètement remis à neuf les parties constituantes, ainsi qu'effectué le nettoyage complet des reliques de l'objet précieux.

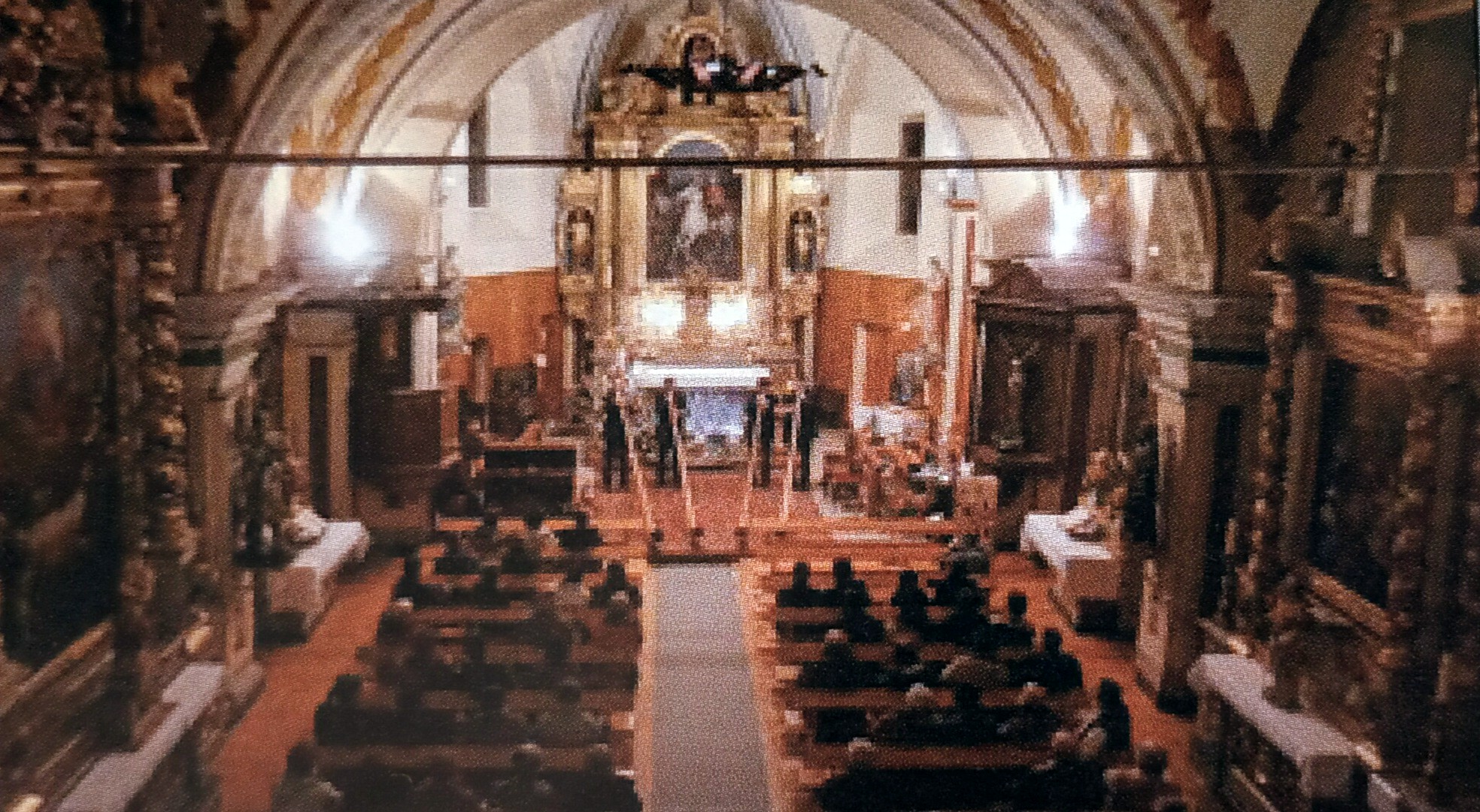
Festivités musicales dans l'église en 2010.
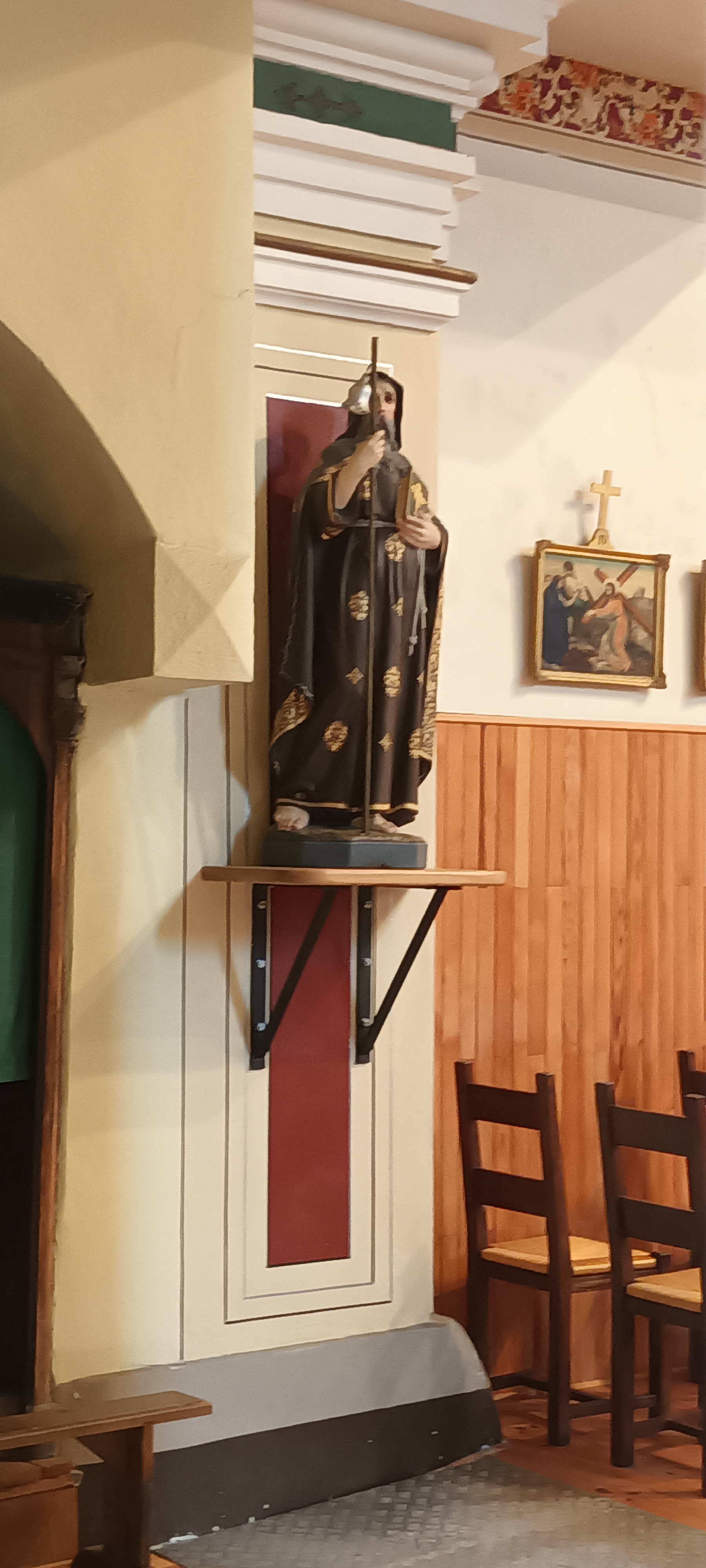
Jacques le Majeur dans l'église.
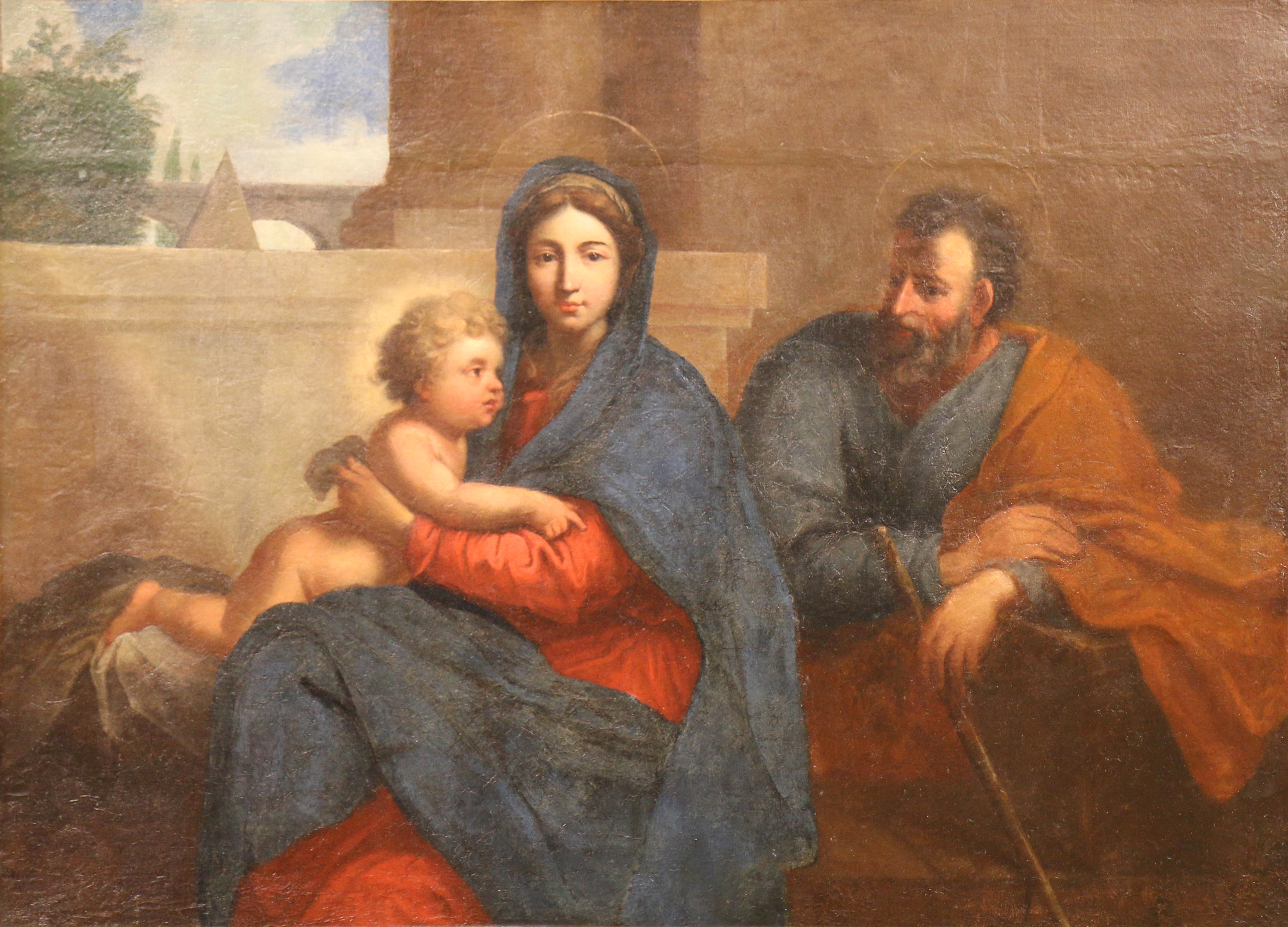
La sainte Famille, symbole courant dans l'église, par Nicolas Loir, XVIIe siècle, Musée des Beaux-Arts de Narbonne.
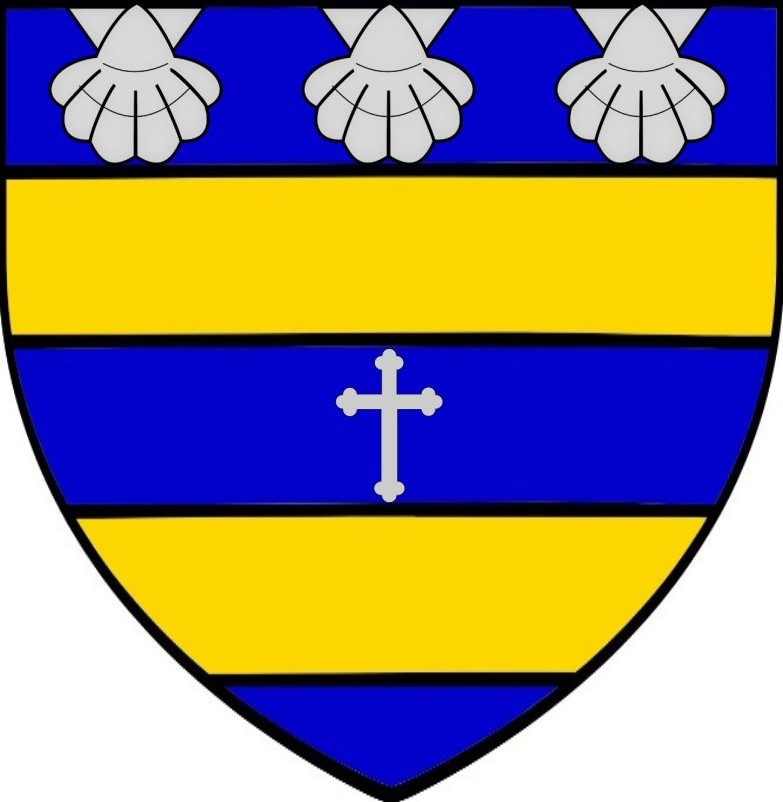
Blason d'Orelle, lequel est présent dans l'église.

## Services et état actuels
La paroisse Saint-Maurice d'Orelle intégrée à la paroisse Saint-Michel-en-Maurienne organise ponctuellement des messes dans l'église, en plus des mariages et baptêmes qui s'y déroulent,.
L'association Orelle Patrimoine organise, avec le soutien de l'office de tourisme de la commune, des visites de l'église tout l'été les jeudis (de 16 h 45 à 17 h 45) ainsi que pendant les vacances de Noël, Mardi gras et Pâques,,,.